# IC 624
IC 624 est une vaste galaxie spirale intermédiaire située dans la constellation du Sextant. Sa vitesse par rapport au fond diffus cosmologique est de 5 408 ± 27 km/s, ce qui correspond à une distance de Hubble de 79,8 ± 5,6 Mpc (∼260 millions d'al). Elle a été découverte par l'astronome français Stéphane Javelle en 1893.
La classe de luminosité d'IC 624 est I et elle présente une large raie HI.
À ce jour, près d'une dizaine de mesures non basées sur le décalage vers le rouge (redshift) donnent une distance de 70,144 ± 7,759 Mpc (∼229 millions d'al), ce qui est à l'intérieur des valeurs de la distance de Hubble.

## Groupe de MCG 0-27-5
IC 624 fait partie du groupe de MCG 0-27-5 qui compte au moins 13 galaxies, dont IC 632, IC 633, IC 653, NGC 3243, NGC 3325 et NGC 3340.